# Крушение лодки с мигрантами в Калабрии (2023)
26 февраля 2023 года лодка с мигрантами затонула из-за суровых погодных условий при попытке пристать к берегу Стеккато-ди-Кутро, приморского курортного посёлка в коммуне Кротоне региона Калабрия на юге Италии. На борту лодки находилось от 143 до 200 мигрантов, из которых не менее 94 погибли, в том числе 35 несовершеннолетних. Спасён 81 человек.

## Предыстория
По данным Международной организации по миграции, с 2014 года на маршруте Центрального Средиземноморья погибло или пропало без вести более 20 000 человек. Так называемый центрально-средиземноморский маршрут был одним из самых активных маршрутов нелегальной миграции несмотря на опасности, которые он представляет, что сделало Италию одной из самых популярных стран среди мигрантов, хотя многие продолжают свой путь в более богатые страны Северной Европы.

## Инцидент
26 февраля 2023 года лодка, отплывшая из турецкого Измира 21 февраля, и перевозившая мигрантов по маршруту Центрального Средиземноморья, затонула у южного побережья в итальянской коммуне Кротоне.
Лодка затонула при попытке пристать к берегу после того, как в неблагоприятных погодных условиях врезалась в скалы. На видеозаписи инцидента видно, как брёвна лодки разбиты на куски и плавают вдоль берега. Части корпуса судна также были замечены выброшенными на берег. Итальянский чиновник заявил, что обломки были разбросаны вдоль пляжа на расстоянии 300 метров.
Агентство Европейского союза по безопасности внешних границ Frontex не идентифицировало лодки, как потенциально несущей угрозу жизни людей по причине её уклонения от пограничного контроля.

## Жертвы
По данным итальянского информационного агентства Adnkronos, на борту затонувшей лодки находилось более 100 человек из Ирана, Пакистана и Афганистана. Другие местные агентства упомянули, что в лодке также присутствовали мигранты из Ирака, Сирии и Сомали. Турецкое информагентство Анадолу заявило, что на лодке находились «около 200 человек». Выжившие сообщили, что их число составляло от 150 до 240 человек.
На 23 июля 2024 года установлено, что по меньшей мере 94 человека погибли при крушении, в том числе 35 несовершеннолетних. 24 из них были в возрасте до 12 лет. Одному из погибших было меньше года. Спасён 81 человек. От 25 до 30 человек числятся пропавшими без вести.
Посольство Пакистана в Риме сообщило, что были обнаружены тела 28 граждан этой страны.
Большинство выживших были афганцами, пакистанцами и сомалийцами. Один из выживших был арестован по обвинению в торговле людьми.

## Спасательные операции
Для помощи в спасательных работах были задействованы моторные лодки, суда и вертолёт. Также были задействованы пожарные на гидроциклах. Спасательные операции были затруднены из-за плохих погодных условий.